# نادي كورينثيانز لكرة السلة
نادي كورينثيانز لكرة السلة (بالبرتغالية: Sport Club Corinthians Paulista‏) هو فريق كرة سلة برازيلي للمحترفين يقع مقره في ساو باولو. تأسس في سنة 1928. وهو جزء من نادي كورينثيانز. من أبرز لاعبيه السابقين أوبيراتان بيريرا ماسييل، ماركوس فينيسيوس دي سوزا وولامير ماركيز. فاز بكأس أمريكا الجنوبية لكرة السلة للأندية مرتين (1964 و 1969).